# Ледниковая трещина

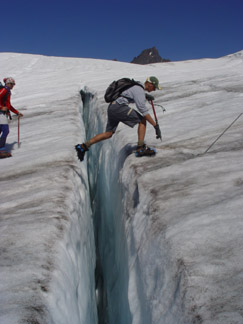
Преодоление трещины на леднике Истон в Каскадных горах, штат Вашингтон, США

Леднико́вая тре́щина — разрыв ледника, образовавшийся в результате его движения.
Трещины чаще всего имеют вертикальные или близкие к вертикальным стенки.
Размер трещин зависит от параметров самого ледника. Встречаются трещины глубиной до 60 м и длиной в десятки метров. Трещины бывают:
- продольными, то есть параллельными направлению движения ледника
- поперечными, то есть перпендикулярными направлению движения ледника

Поперечные трещины встречаются гораздо чаще. Реже встречаются радиальные трещины, обнаруженные в распластывающихся предгорных ледниках и краевые трещины, приуроченные к концам долинных ледников.
Продольные, радиальные и краевые трещины образуются вследствие напряжений, возникающих в результате трения или растекания льда. Поперечные трещины появляются в результате движения льда по неровному ложу.
Существует особый вид трещин — бергшрунд, типичный для каров, питающих долинные ледники из фирнового бассейна. Бергшрунд представляет собой крупную трещину, которая возникает при выходе ледника из фирнового бассейна.
Трещины могут быть открытыми и закрытыми. Открытые трещины хорошо видны на поверхности ледника и поэтому представляют меньшую опасность для передвижения по леднику. В зависимости от времени года, погоды и других факторов трещины на леднике могут быть закрыты снегом. В этом случае трещины не видны и при передвижении по леднику существует опасность провалиться в трещину вместе со снежным мостом, прикрывающим трещину. Для обеспечения безопасности при передвижении по леднику, особенно закрытому, необходимо связываться верёвкой для того, чтобы напарник по связке смог удержать при падении в трещину и организовать подъём по верёвке.

## Галерея

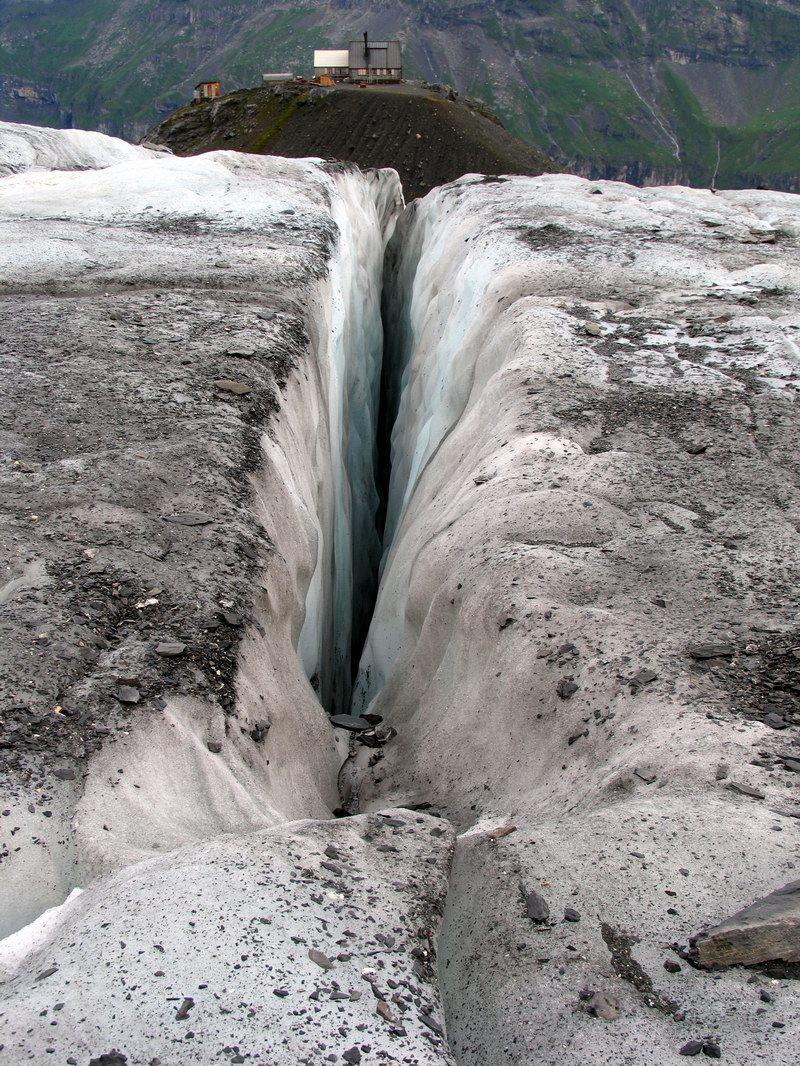
Ледниковая трещина
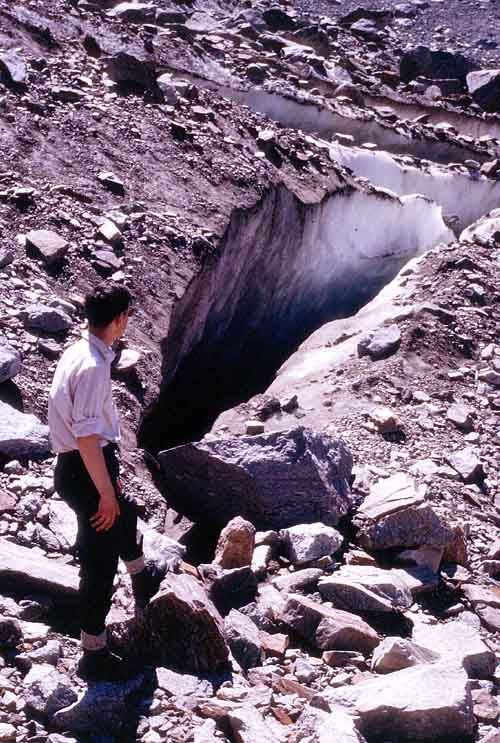
Трещина на леднике Горнер, Церматт, Швейцария
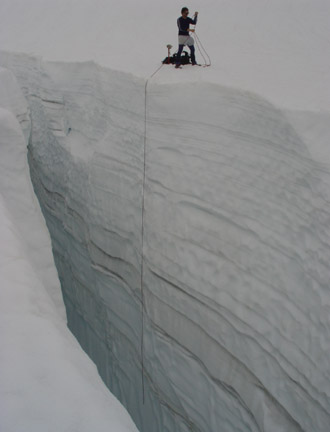
Измерение глубины трещины на леднике Истон, гора Бэйкер, Каскадные горы, США
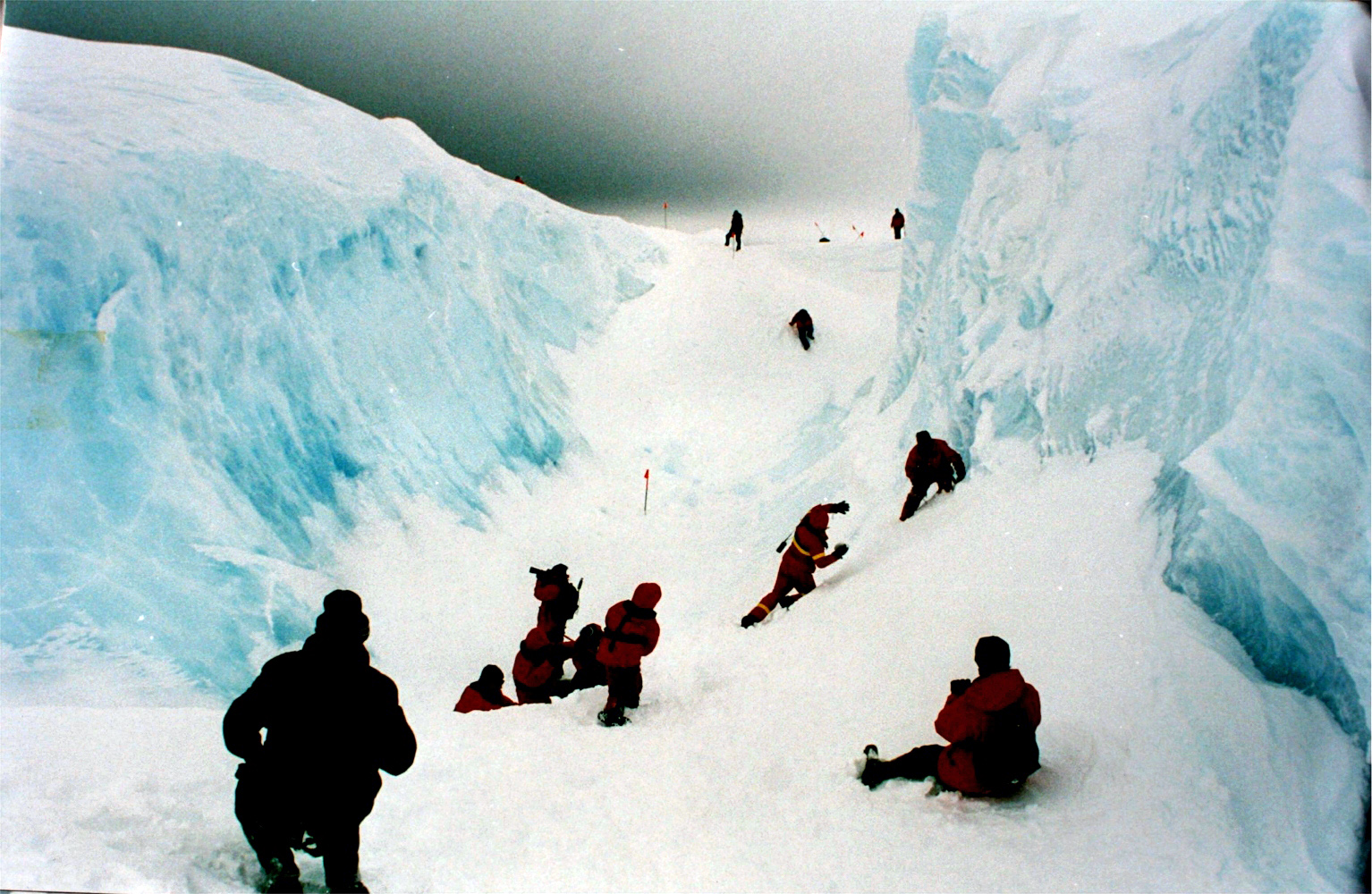
Трещина на шельфовом леднике Росса, Антарктида